# Movimento dos coletes amarelos
O movimento dos coletes amarelos (em francês:  Mouvement des gilets jaunes, pronunciada(o) [ʒilɛ ʒon]) é um movimento de protesto de origem espontânea, que começou com manifestações na França em outubro de 2018 e, posteriormente, se espalhou para outros países. O movimento teve ínicio com o anúncio da progressão dos impostos sobre os produtos energéticos de origem fóssil e sobre as emissões de carbono, com evolução prevista de até 100 €/t de CO2 em 2030. Este aumento juntamente com as reformas fiscais e sociais propostas pelo governo do presidente francês Emmanuel Macron impactariam diretamente as classes trabalhadoras e médias, já bastante afectadas pela redução do poder de compra e pelo aumento do custo de vida, especialmente nas zonas rurais e áreas periurbanas. Manifestantes pedem reduções nos impostos sobre combustíveis, a reintrodução do imposto sobre fortunas, o aumento do salário mínimo, assim como políticas de melhoria da democracia representativa, mais precisamente o referendo de iniciativa cidadã, além do impeachment do presidente francês Emmanuel Macron.

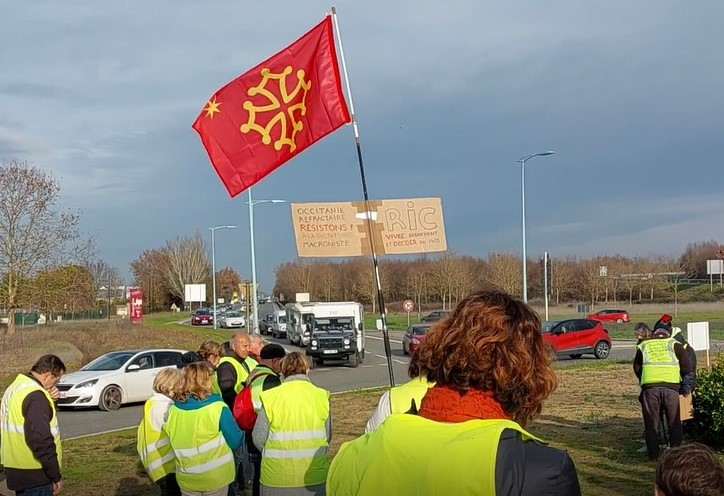
Uma manifestação dos coletes amarelos nas regiões rurais, aqui na Occitânia.

O movimento foi muito visível nas cidades francesas, mas também apresentou uma presença maior que o habitual nas regiões rurais. Obrigatório por lei em todos os veículos da França, o colete amarelo se transformou num símbolo do protesto, pela ampla disponibilidade, baixo custo e simbolismo. Cerca de três milhões de pessoas participaram no movimento.

## Contexto

### Preços dos combustíveis

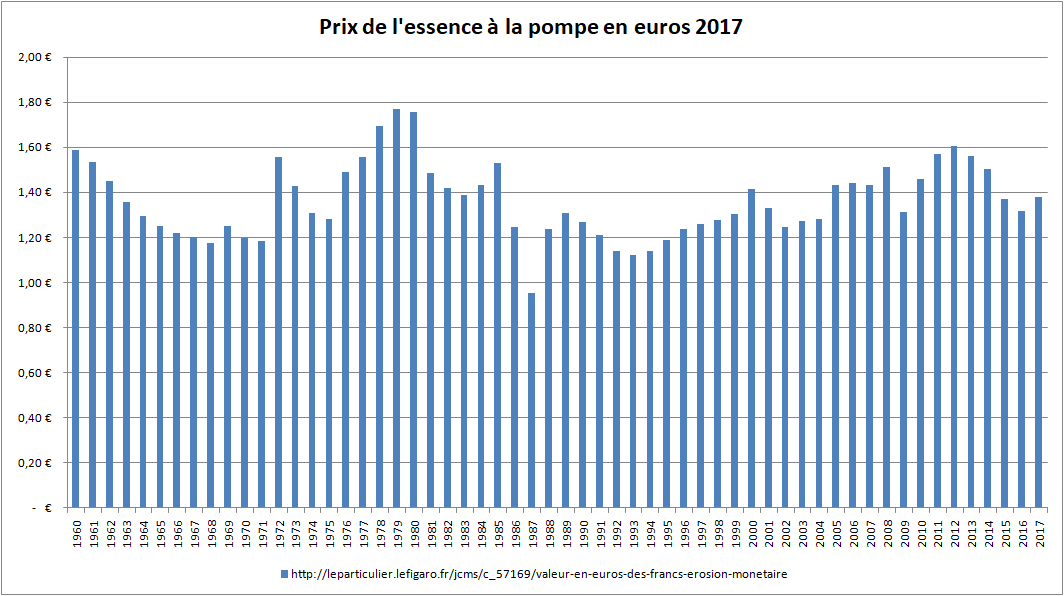
Preço do combustível na bomba em euros 1960 a 2017.

Ao analisar a evolução dos preços nas bombas de combustíveis desde 1960, observa-se que o preço no fim de 2017 se situava na média de preços de 1960. Contudo a situação real é totalmente diferente, devido ao alastramento urbano, que incita cada vez mais os moradores de zonas peri-urbanas a usarem seus carros para se deslocarem a distâncias maiores a fim de chegarem aos seus trabalhos, nos centros urbanos.
Foi então que o governo decidiu incluir uma taxa sobre a emissão de carbono no imposto interior de consumo sobre os produtos energéticos (TICPE). O preço na bomba de combustível aumentou cerca de 23% para o gás e 15% para a gasolina de outubro de 2017 a outubro de 2018. A França, portanto, situa-se um pouco acima da média da União Europeia, que é a região com maior taxação sobre os combustíveis fósseis.
Os impostos cobrados sobre a venda de combustível são:
- o consumo interno de impostos sobre os produtos energéticos (TICPE). TICPE não é calculado com base no preço do petróleo, e sim, de acordo com uma taxa fixa por volume. Parte deste imposto, pago na bomba de gasolina, vai para os governos regionais e parte para o governo nacional. Desde 2014, esse imposto tem incluído um componente de carbono, que cresce a cada ano com o objetivo  de reduzir o consumo de combustíveis fósseis. O TICPE para combustível diesel foi levantado mais radicalmente em 2017 e 2018, com a finalidade de trazê-lo ao mesmo nível que o imposto sobre a gasolina;
- imposto sobre o valor acrescentado (IVA), é calculado com base na soma do preço sem imposto e o montante da TICPE. A taxa tem se mantido estável em 20% a partir de 2014, depois de ter sido de 19,6% entre 2000 e 2014.

Este é um movimento de protesto contra os preços dos combustíveis, feito, sobretudo, por indivíduos, com um número de profissões e atividades de benefícios parcial ou total de isenções TICPE.

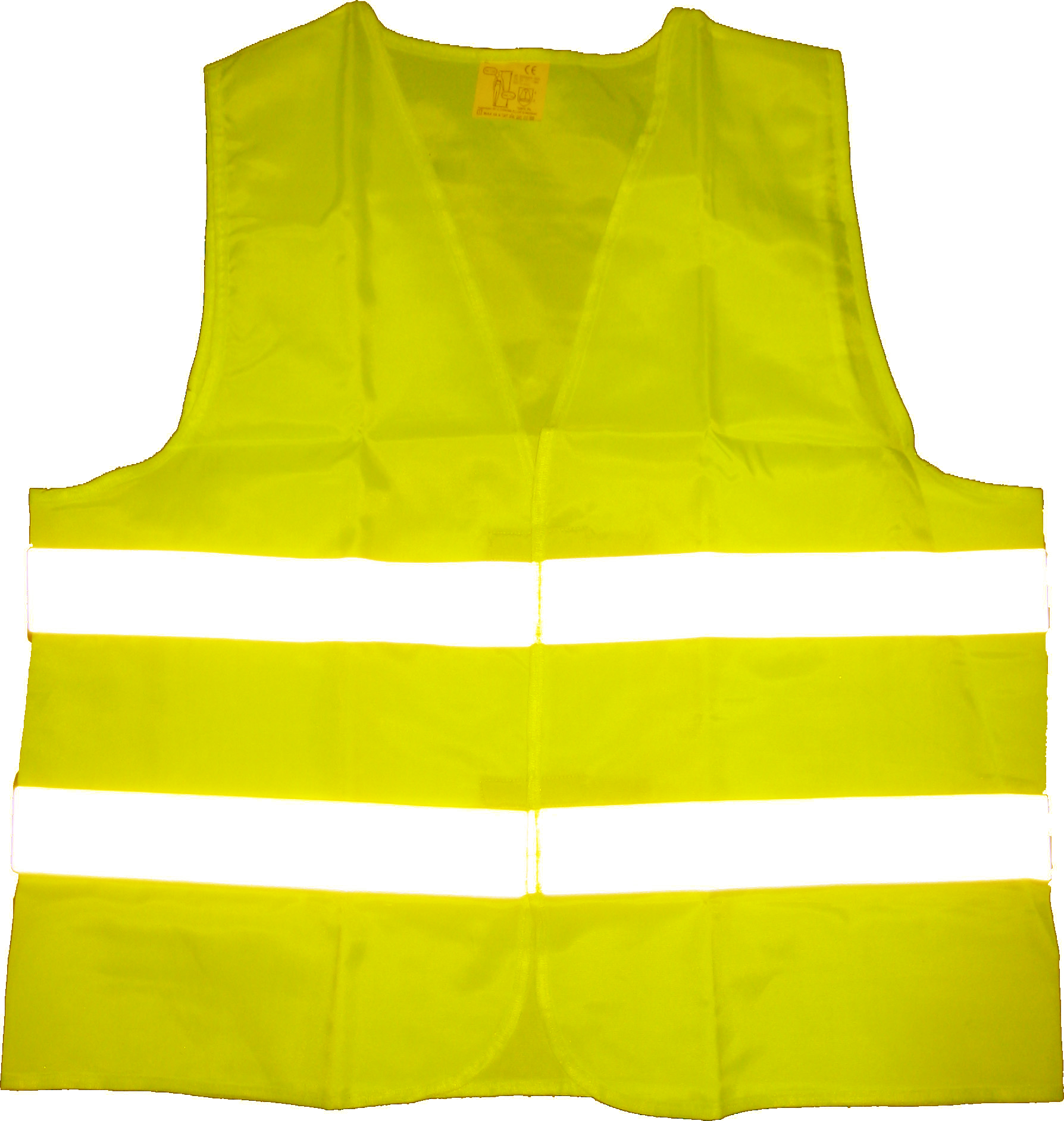
Um colete de alta visibilidade - o símbolo chave dos protestos

Os manifestantes criticam governo  de Édouard Philippe II por repercutir sobre o consumidor final, altos tributos decorrentes da emissão do carbono. Como o imposto sobre o carbono tem sido progressivamente aumentado para satisfazer objetivos ecológicos, muitos que escolheram o combustível fóssil como base de aquecimento para suas casas, fora dos centros urbanos — onde um carro é necessário — estão descontentes. O presidente Macron tentou dissipar estas preocupações no início de novembro, por meio de oferta especial de subsídios e incentivos.
Os preços do Diesel na França aumentaram de 16%, em 2018, e continuarão aumentando ao mesmo tempo, tanto na  gasolina quanto no  diesel. Em 2019 está previsto um novo aumento. O presidente Emmanuel Macron é obrigado a arcar com o grosso dos manifestantes raivosos por sua extensão das políticas implementadas sob o governo de François Hollande.

### Outros protestos não sindicais
Uma das primeiras manifestações conhecidas em França contra a tributação dos preços da gasolina data de 1933 em Lille. O movimento contra o aumento de impostos também evoca o "pujadismo" dos anos 50, que mobilizou as classes médias e foi articulado em torno de uma revolta fiscal.
"Movimentos de desaceleração" também foram organizados na década de 1970. Em julho 1992, esse movimento foi criado para protestar contra a introdução da permissão baseada em pontos.

## Origem

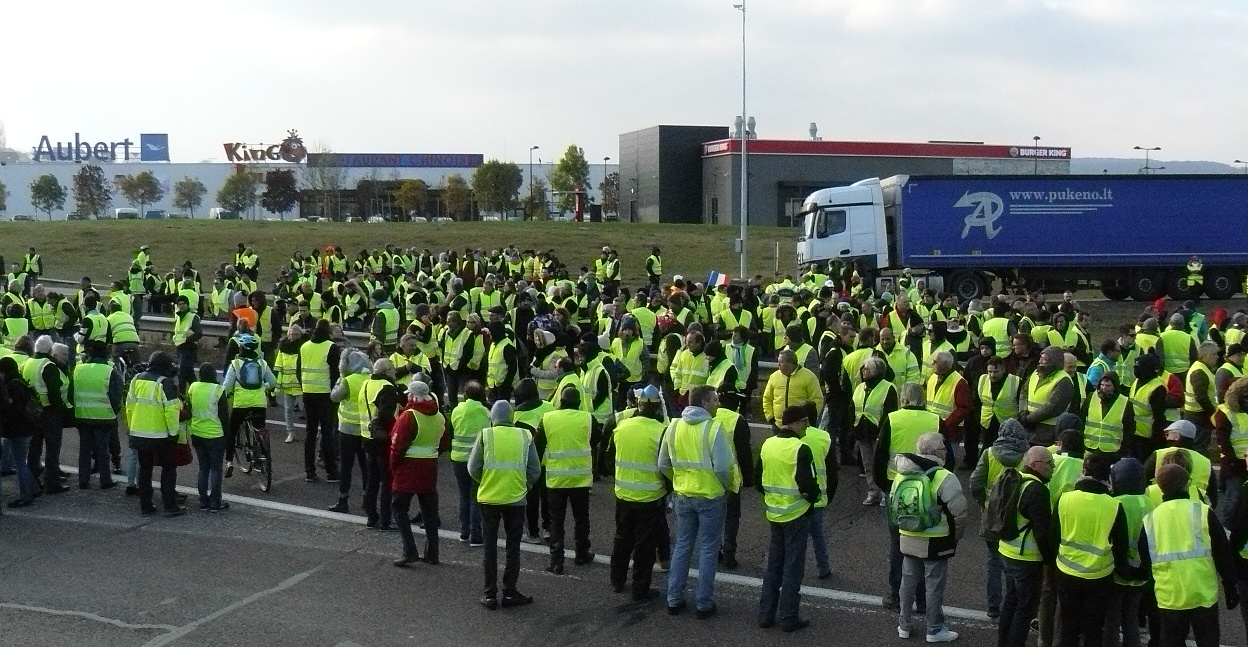
Uma manifestação dos coletes amarelos.

No dia 29 de maio de 2018, uma moradora de Seine-et-Marne, Priscillia Ludosky, iniciou uma petição no site change.org, que atingiu 300.000 assinaturas até meados de outubro, dois meses depois ela já tinha ultrapassado um milhão de assinaturas. Paralelamente, dois homens da mesma cidade lançaram um evento no Facebook do o para o dia 17 de novembro com intuito de  bloquear todas as estradas para protestar contra um aumento dos preços dos combustíveis, que eles consideravam excessivos, afirmando que este aumento foi devido ao aumento dos impostos. Um dos vídeos virais em torno deste grupo, lançou a ideia de usar casacos amarelos. De acordo com a cientista geopolítica francesa Béatrice Giblin, as comparações entre os coletes amarelos e os gorros-vermelhos — que se opunham a um novo ecoimposto em 2013 — foi inapropriado, porque este "tinha sido levado na mão por verdadeiros líderes, como o prefeito de Carhaix, ou os grandes patrões da Bretanha", enquanto que não é o caso para os coletes amarelos. O movimento dos coletes-amarelos não estão associado a um determinado partido político ou sindicato. Teve grande repercussão, na sua maior parte, devido ao meios de comunicação e redes sociais.

## Protestos

### Semana 1: de 17 a 23 novembro de 2018

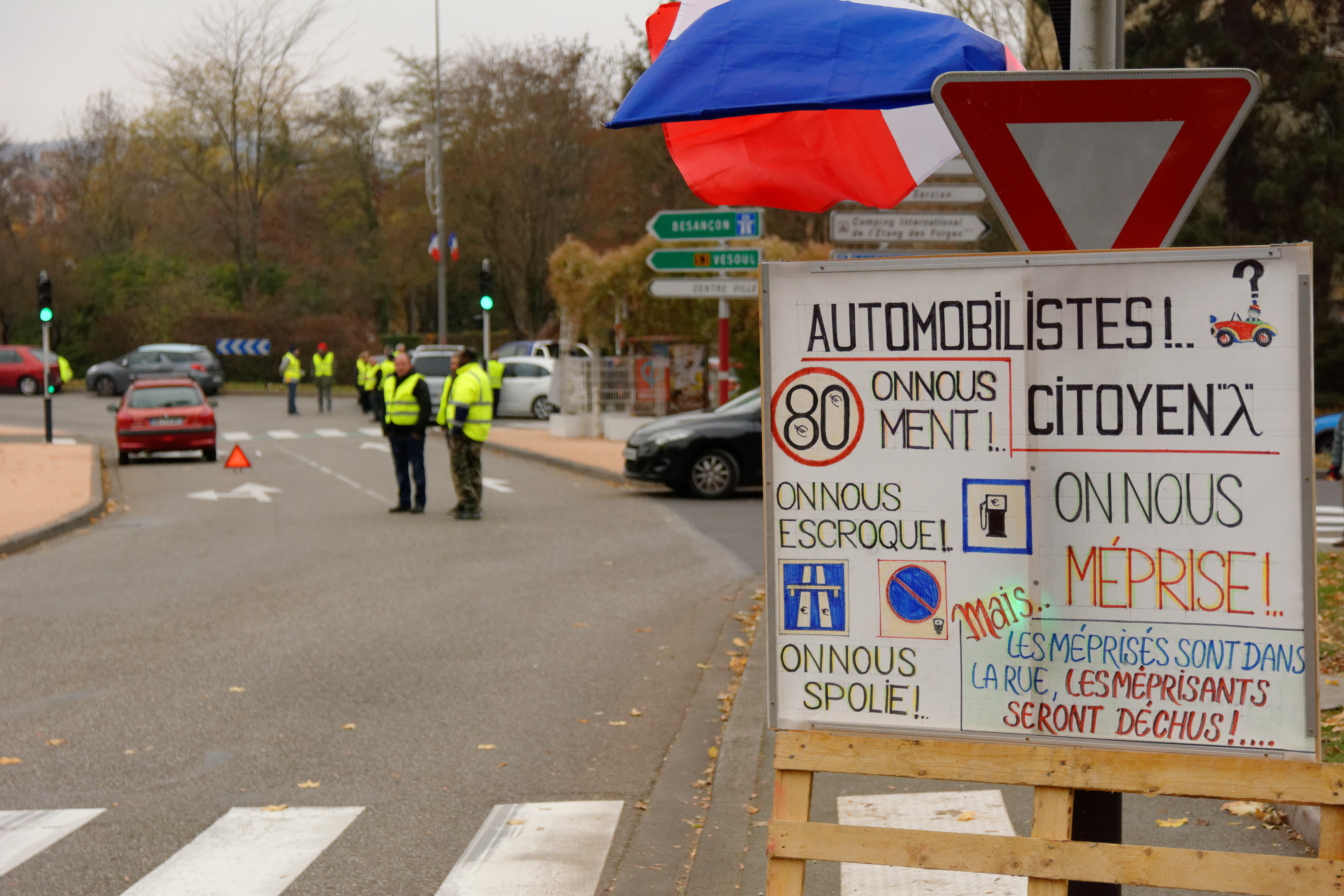
Um protesto no dia 17 de novembro de corte de estrada perto da cidade de Belfort.

No dia 17 de novembro de 2018, iniciaram os protestos, que mobilizaram mais de 300.000 pessoas em toda a França, com  barricadas e bloqueio de estradas. De acordo com João de Lichfield, um jornalista que testemunhou as rebeliões, as manifestações não foram um protesto, mas uma insurreição.
Além de estradas, os manifestantes também bloquearam cerca de 10 depósitos de combustíveis. Neste primeiro dia de protestos, uma  pensionista de 63 anos foi atropelada por um motorista em Le Pont-de-Beauvoisin enquanto se manifestava na rotunda que dá acesso a uma zona comercial. Um motociclista morreu depois de ser atingido, no mesmo dia, por uma van tentando contornar uma barricada. 
Até 21 de novembro, 585 civis tinham sido feridos, sendo que dezesseis gravemente, e 115 policiais, dos quais três seriamente.
Protestos também ocorreram na região ultramarina francesa de Reunião, onde a situação se deteriorou em saques e tumultos. As escolas da ilha foram fechadas por três dias depois que manifestantes bloquearam o acesso a estradas. No dia 21 de novembro, o Presidente Macron ordenou o envio de tropas para a ilha para acalmar a violência.

### Semana 2: de 24 a 30 novembro de 2018

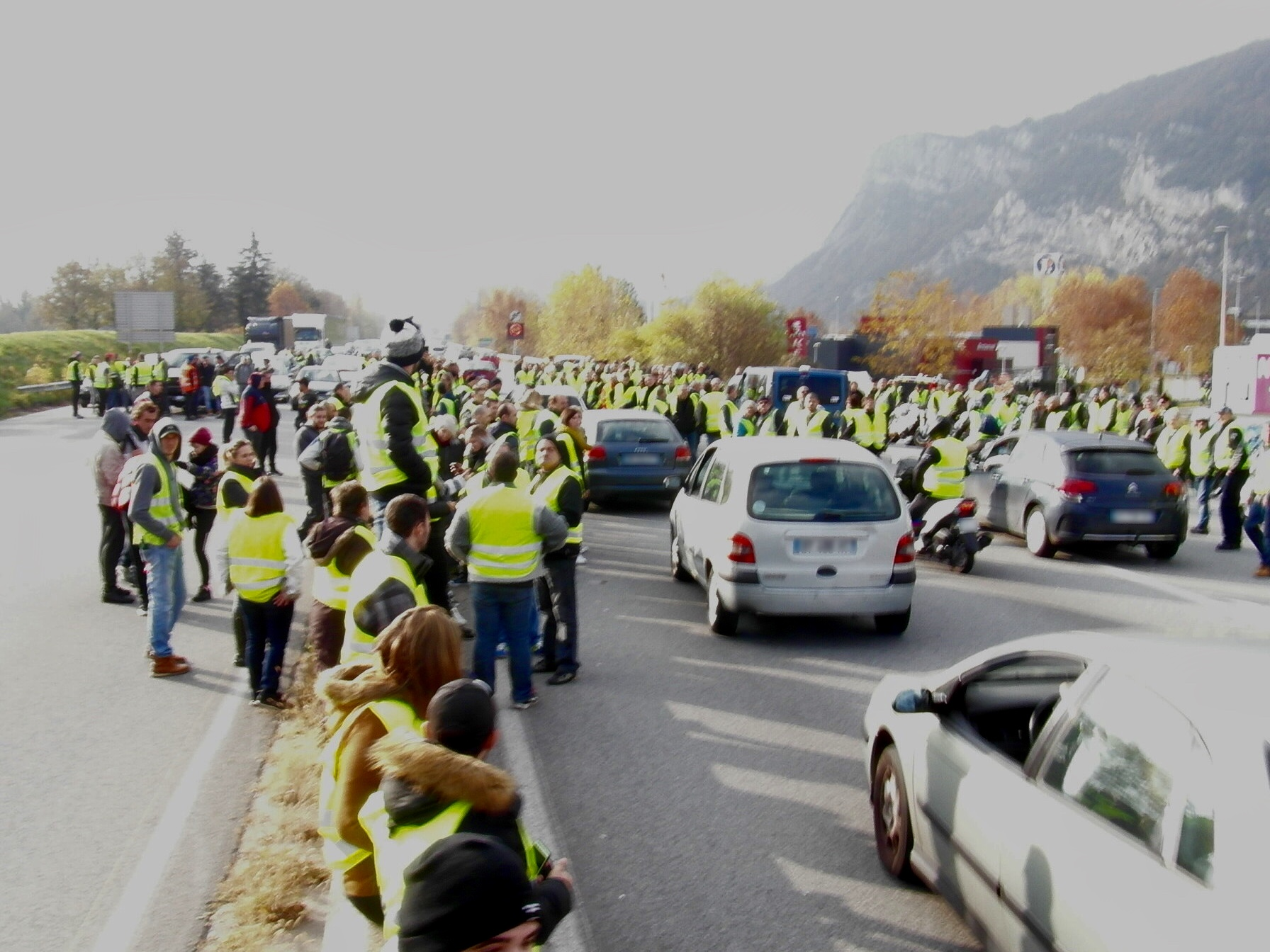
Manifestantes protestando contra os motoristas na auto-Estrada A51, perto de Grenoble, Isère.

No dia 24 de novembro de 2018,  aumentaram as tensões em Paris, para tentar estabelecer um armistício, o Ministério do Interior concordou em permitir um encontro no Champ de Mars, em 24 de novembro. Neste mesmo dia,  os protestos atraíram 106,000 pessoas em toda a França, de acordo com o Ministério do Interior, das quais apenas 8.000 estavam em Paris, onde os protestos se tornaram ainda mais violentos. Manifestantes acenderam fogueiras nas ruas, derrubaram placas, construíram barricadas e arrancaram paralelipípedos. A polícia recorreu a gás lacrimogéneo e canhões de água a fim de dispersar os manifestantes.

### Semana 3: de 1 a 7 de dezembro de 2018
No dia 1 de dezembro, foi organizado um protesto chamado "Ato 3 - Macron - Demissão!".

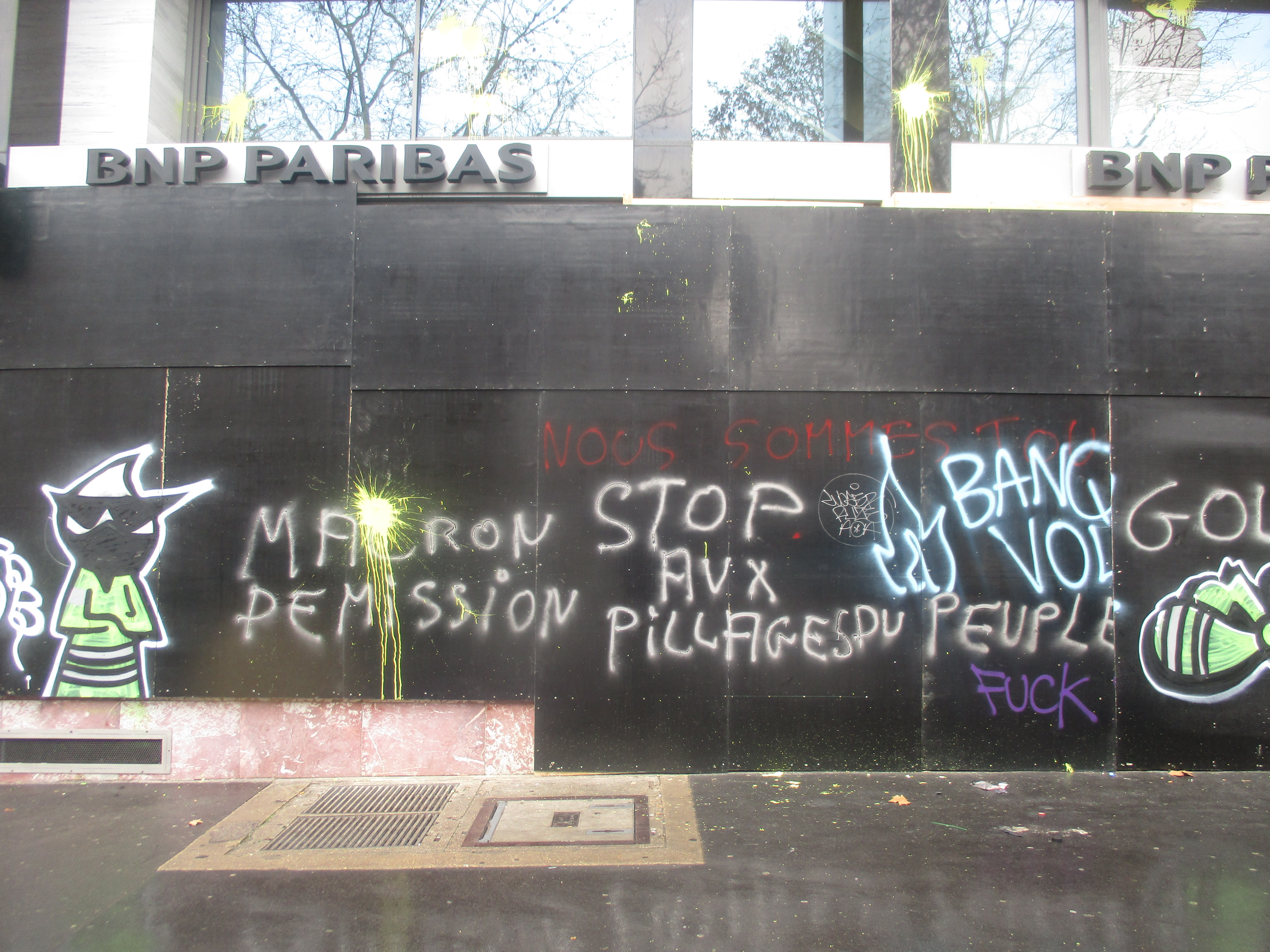
Tags em Paris, após os motins de 1 de dezembro.

O tráfego na rodovia que liga Marselha à Paris (A6) parou ao norte de Lyon durante parte do fim de semana de 1 a 2 de dezembro.  
Em Marselha, onde manifestações vinham sendo frequentes desde 5 de novembro, quando um prédio desmoronou e suas redondezas foram evacuadas, uma mulher argelina de 80 anos tentou fechar a veneziana de sua janela quando foi atingida por estilhaços de uma lata de gás lacrimogêneo, morrendo depois durante uma cirurgia. Um segundo motorista morreu no terceiro fim-de-semana, depois de espatifar sua van em camiões parados em uma barricada na Passagem de Arles.[carece de fontes?]

### Semana 4: de 8 a 14 de dezembro de 2018

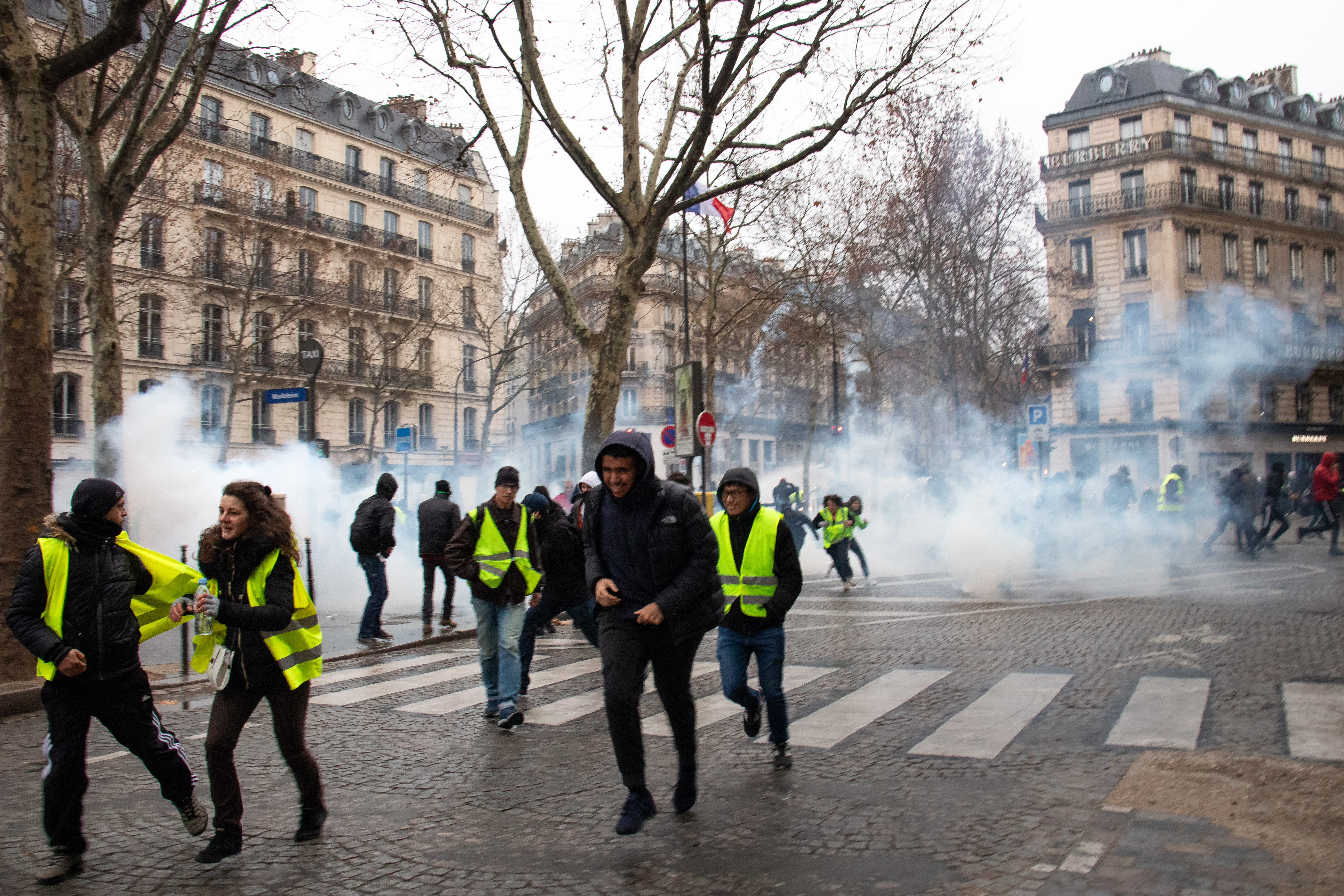
08-12-2018 coletes-amarelos - Ato 4

Durante as manifestações de sábado, 8 de dezembro, o Ministério do Interior informou que ocorreram, ao todo, 1723 detenções (1082 somente em Paris). Destas,  1220 manifestantes foram presos preventivamente.
Segundo o órgão, cerca de 136.000 pessoas foram às ruas em todo o país. Na capital francesa, o número de manifestantes foi o mesmo do sábado anterior: 10.000 pessoas.

O prejuízo causado pelo vandalismo foi maior do que há uma semana, embora os meios de comunicação tenham noticiado um clima mais calmo. Carros e estabelecimentos comerciais foram depredados.  “É uma catástrofe para as lojas, é uma catástrofe para nossa economia”, disse o ministro francês da Economia, Bruno Le Maire, neste domingo (9). Ele também afirmou preocupação com a preservação das instituições após semanas de protestos. Um total de 264 pessoas feridas, alguns seriamente, com a perda de olhos ou de mãos, mais precisamente em razão da  utilização de armas de uso não-letal e bombas de efeito moral pelas forças policiais.  
No dia 10 de dezembro, o presidente Emmanuel Macron fez uma alocução televisiva na qual ele anunciou diversas medidas destinadas a colocar fim ao conflito. O discurso, porém, não convenceu a maior parte dos manifestantes e eles mantiveram os bloqueios nas estradas.

### Semana 5: de 15 a 21 de dezembro de 2018

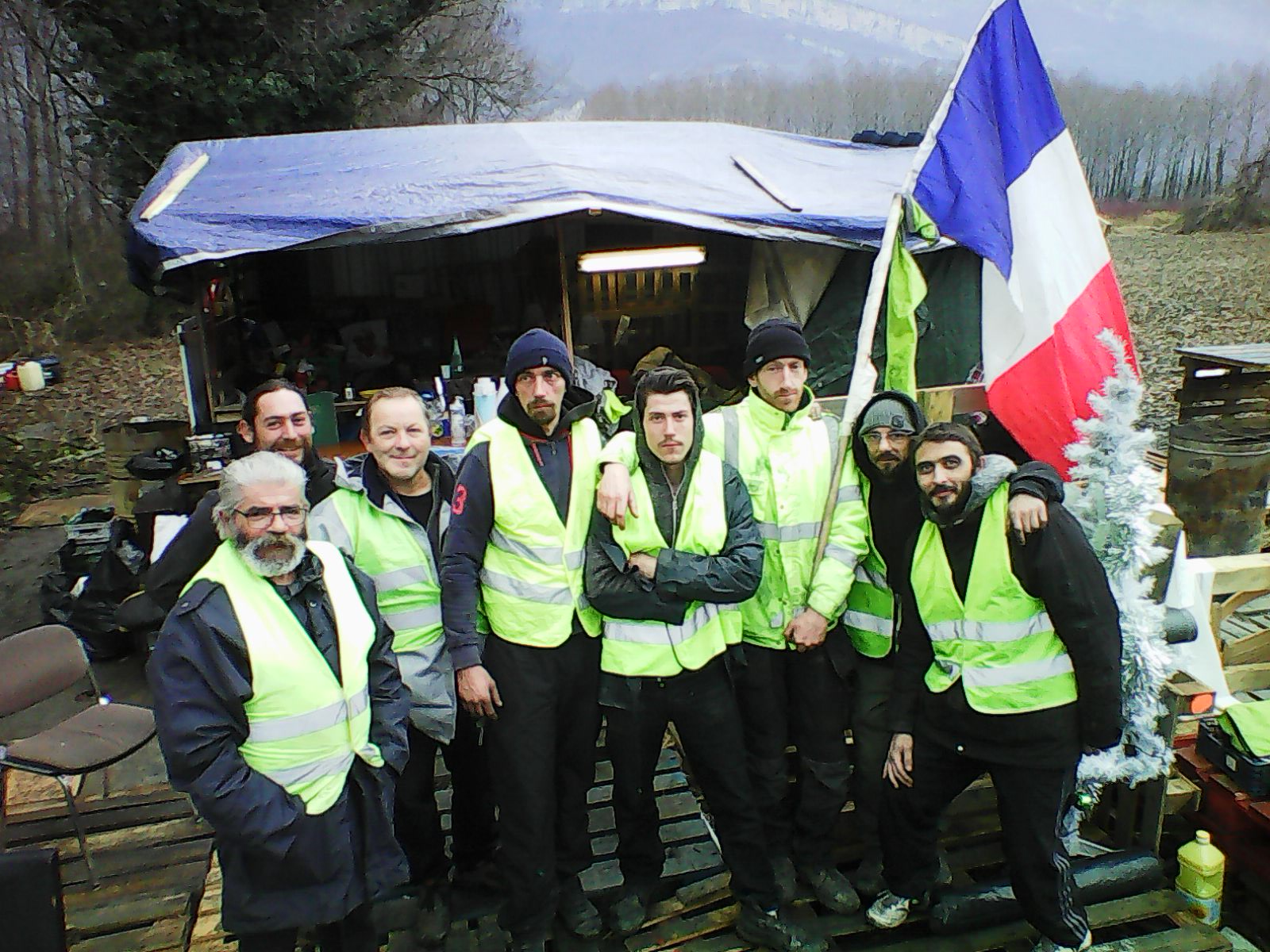
Os coletes amarelos na rotatória de Voreppe, em Isère, no dia 19 de dezembro de 2018

Segundo o Ministério do Interior, o número de manifestante no sábado de 15 de dezembro é menor  que o precedente (4 000 em Paris e  66 000 em todo o território Francês).  Cerca de  69 000 membros das forças de ordem são destacados sobre todo o território (uma razão de 1 membro da força de ordem para cada manifestante),  8 000 somente em Paris, onde  179 pessoas foram detidas e, destas, 144 são colocadas em prisão preventiva.   Os meios de comunicação noticiavam que a situação ainda estava tensa em Bordeaux, Nantes e Toulouse.

## Eventos
Semana 1 : de 17 a 23 de novembro de 2018
Semana 2 : de 24 a 30 de novembro de 2018
Semana 3 : de 1 a 7 de dezembro de 2018
Semana 4 : de 8 a 14 de dezembro de  2018
Semana 5 : de 15 a 21 de dezembro de 2018
Semana 6 : de 22 a 28 de dezembro de  2018
Semana 7 : de 29 de dezembro de 2018  a 4 de janeiro  de 2019
Semana 8 : de 5  a  11 de janeiro de  2019
Semana 9 : de 12 a 18 de janeiro de 2019
Semana 10 : de 19  a 25 de janeiro de 2019     
Semana 11 : de 26 de janeiro  a 1 de fevereiro de 2019
Semana 12 : de 2  a 8 de fevereiro de 2019
Semana 13 : de 9 a 15 de fevereiro de 2019
Semana 14 : de 16 a 22 de fevereiro de 2019
Semana 15 : de 23 de fevereiro a 1 de março de 2019
Semana 16 : de 2 a 8 de março de 2019
Semana 17 : de 9 a 15 de março de 2019
Semana 18 : de 16 a 22 de março de 2019

## Danos a propriedades urbanas em Paris
No dia 26 de Novembro, um oficial estimou que os motins em Paris, durante os dois dias anteriores, tinham causado um prejuízo de 1.5 milhões de euros e tinham mobilizado cerca de  200 funcionários  para ajudar com a limpeza e reparação.
Durante o protesto no dia 1 de Dezembro em Paris, mais de 100 carros foram queimados e o Arco do Triunfo vandalizado.
Na segunda-feira, após os motins de 1 de Dezembro, Anne Hidalgo, presidente da Câmara Municipal de Paris, anunciou uma estimativa dos danos de propriedade que se situam entre 3 a 4 milhões de Euros.

## Reações
No final de novembro de 2018, pesquisas mostraram que o movimento teria apoio da maior parte da população da França (variando de 73% a 84%). Uma pesquisa de opinião realizada em dezembro revelou que 72% dos franceses apoiavam o movimento e que 85% eram contrários à violência, em Paris.
Caminhoneiros teriam sido alvejados por manifestantes e a indústria de camionagem manifestou  seu descontentamento com a situação, em uma carta aberta, endereçada ao presidente.